# 中華民国とエスワティニの関係
中華民国とエスワティニの関係（ちゅうかみんこくとエスワティニのかんけい、繁体字中国語: 中華民國－史瓦帝尼關係）、あるいは台湾とエスワティニの関係（たいわんとエスワティニのかんけい、繁体字中国語: 臺灣－史瓦帝尼關係、英語: Taiwan–Eswatini relations）とは、中華民国とエスワティニの間における国際関係について記述する。2018年5月24日、ブルキナファソが中華民国と断交して以来、アフリカで唯一中華民国と外交関係のある国である。

## 歴史

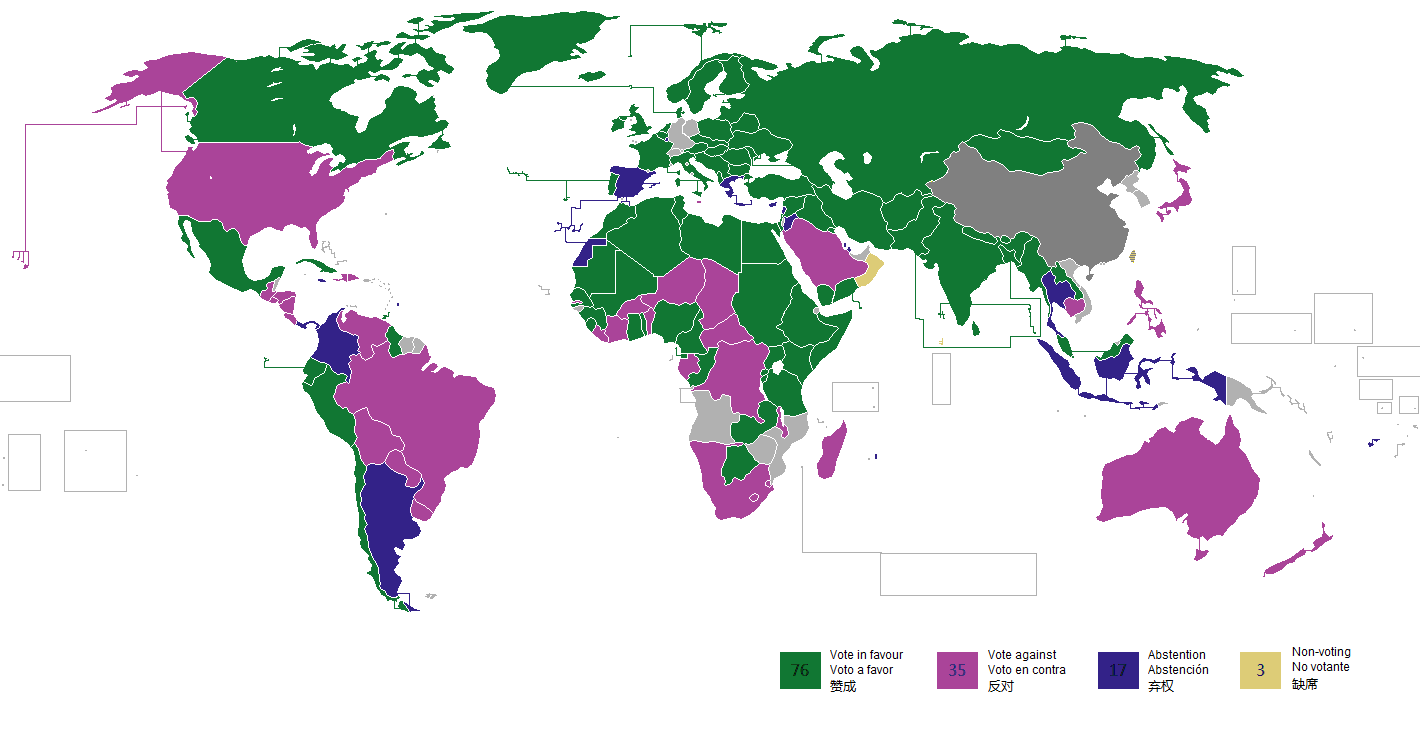
アルバニア決議（第26回国際連合総会2758号決議 2758 XXVI）に対する1971年当時の世界各国の投票行動の図。エスワティニを含む紫色で塗られた諸国（35カ国）が反対した。

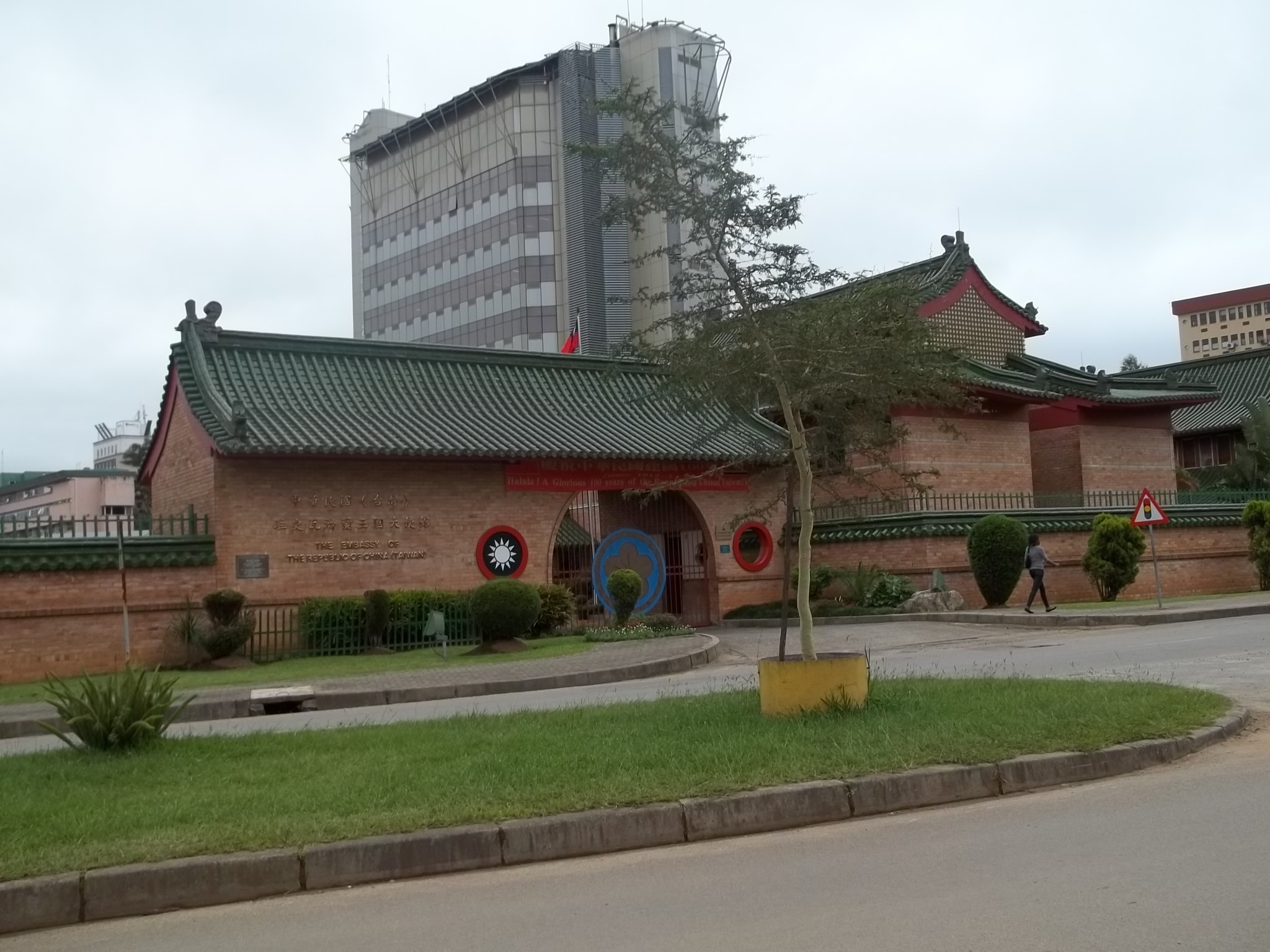
在エスワティニ中華民国大使館

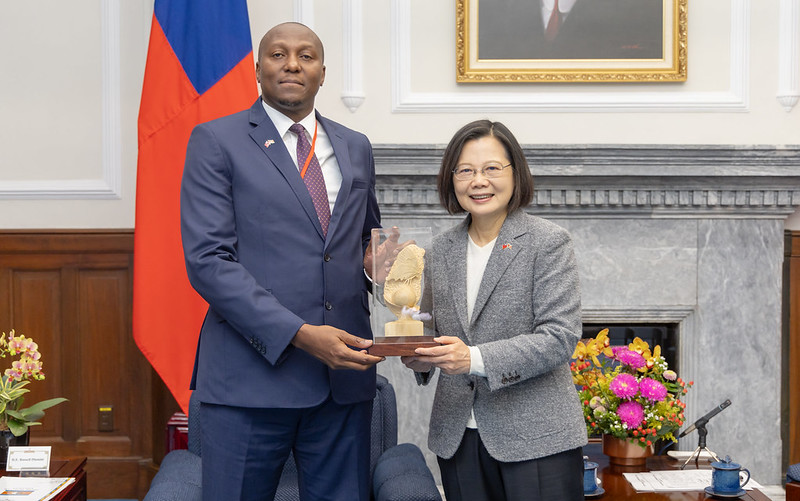
ラッセル・ドラミニ首相と蔡英文総統

1968年9月6日、スワジランドが独立。同日、両国は国交を樹立した。同年11月21日、中華民国がムババーネに大使館を設置。
1971年10月25日、アルバニア決議において、スワジランドは中華人民共和国の国連参加に反対票を投じた。
2000年1月26日、スワジランドが台北に大使館を設置。（1990年～2000年は、駐韓国スワジランド大使が駐中華民国スワジランド大使を兼任していた。）
2018年4月19日にスワジランドは国号を以前のスワジランドからエスワティニへと変更。

## 二国間協定
| 日期           | 協議 | 備考     |
| -------------- | --- | -------- |
| 1969年8月19日  | 技術協力協定                                                                                                 | [ 註 1 ] |
| 1973年2月12日  | 手工芸技術協力協定                                                                                           | [ 註 2 ] |
| 1984年4月30日  | 農業技術協力協定                                                                                             | [ 註 3 ] |
| 1988年6月21日  | 犯罪人引渡条約                                                                                               |          |
| 1998年3月3日   | 投資の促進及び保護に関する協定                                                                               |          |
| 1998年9月7日   | 所得税二重課税回避と脱税防止協定（ADTA）                                                                     |          |
| 2007年9月8日   | 医療協力に関する覚書                                                                                         |          |
| 2008年5月22日  | 退職後の協力に関する覚書                                                                                     |          |
| 2015年3月17日  | 移民事務及び人身売買防止に関する協力協定                                                                     |          |
| 2015年10月15日 | 技術教育・職業教育および職業訓練協力に関する協定                                                             |          |
| 2015年12月21日 | 情報通信技術協力協定                                                                                         |          |
| 2016年6月7日   | 警察協力協定                                                                                                 |          |
| 2016年7月27日  | 妊産婦・乳幼児医療の改善計画に関する協定                                                                     |          |
| 2017年1月19日  | 台湾標準検査局とスワジランド商工貿易省による規制と質の高いインフラに関する研究開発部門の技術協力に関する覚書 |          |
| 2018年6月8日   | 経済協力協定                                                                                                 |          |
| 2018年12月10日 | エスワティニ工科大学における中華民国（台湾）からの奨学金制度に関する覚書                                     |          |
| 2018年12月11日 | 競争法適用に関する了解覚書                                                                                   |          |
| 2019年2月27日  | 国際受刑者引渡協定                                                                                           |          |

## 貿易
2019年現在、エスワティニは中華民国から見て第143位の貿易相手国であり、両国の貿易額は1,070万7,319ドル、うち中華民国の輸入は86万9,362ドルで輸出は983万7,957ドルである。
また、中華民国への主要輸出品目は柑橘類、鉄菅・鋼管用継手、天然蜂蜜など、中華民国からの主要輸出品目は米、有機合成染料、ミシンなどとなっている。

### 註釈
1. ↑  重簽：1972年5月10日；延長：1975年6月27日、1978年2月17日、1980年12月4日
2. ↑  延長：1975年11月3日、1977年4月5日、1979年10月15日、1991年6月20日、2000年6月6日、2006年3月17日、2009年4月6日、2012年5月8日；重簽：1986年7月1日、1989年4月7日、1992年12月31日、1995年1月16日；修正：2003年7月18日
3. ↑   補充：1984年4月30日；延長：1987年5月30日、1990年10月8日、2000年3月13日、2002年10月8日、2005年11月24日、2008年11月7日、2012年4月24日；重簽：1994年1月11日